# Bernhard van Welzenes

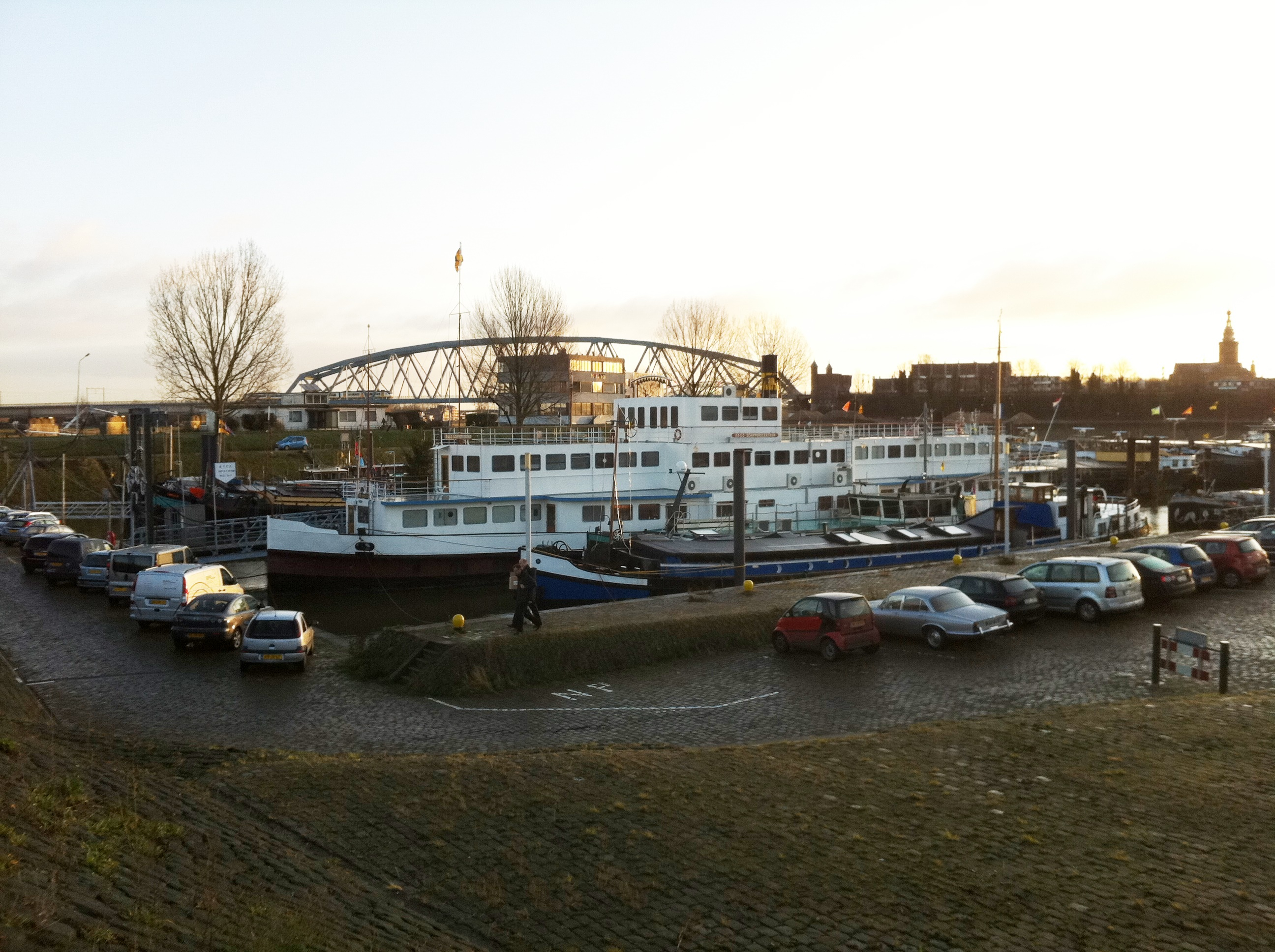
Het schipperscentrum in de Waalhaven in Nijmegen

Bernhard Eugenius Maria (Bernhard) van Welzenes SDB (Den Haag, 25 mei 1941) is hoofdaalmoezenier en tevens directeur van het Katholiek Sociaal Cultureel Centrum in Nijmegen. Hij heeft als werkterrein de trekkende bevolking: de kermisexploitanten, circusmedewerkers en schippers. Zijn parochie omvat schippers: 15.000, kermis: 10.000 en 1.000 mensen van de 12 circussen in Nederland (in december zijn er zelfs 28 kerstcircussen). Ook die zich in andere bisdommen van de Nederlandse R.K. kerkprovincie bevinden en de oud-schippers en oud-kermis- en oud-circusexploitanten en de jongeren op de internaten ressorteren onder zijn personele parochie.
Zijn motto is: delen en elkaar verdragen. Hij werkt vanuit het drijvend schipperscentrum in de haven van Nijmegen. Citaat: "Als we een goede herder willen zijn, letten we niet op de oormerken van de schaapjes". Hij woont in Nijmegen.

## Parochie
De officiële landelijke parochie voor binnenvaart, kermis en circus is de grootste parochie in Nederland. Opgericht in december 2006 door mgr. A.H. van Luyn SDB met steun van kardinaal Simonis. Het doel was pastorale en diakonale hulp, een kerkelijk huwelijk, het doopsel, eerste communie en Heilig Vormsel, sacrament der zieken of uitvaarten te bieden aan de schippers en hun gezinnen. Voor die tijd vonden die plaats in diverse parochies. Sinds eind 2020 geeft bisschop Smeets leiding aan de parochie. Hij volgde Mgr. Antoon Hurkmans op, die met emeritaat is gegaan.

## Levensloop
Zijn moeder was Erna Klarenaar, schippersdochter uit een echte Rijnvaart familie, zijn vader had niets met de binnenvaart. Hij is opgegroeid als middelste van een katholiek gezin met dertien kinderen. In 1955 ging hij naar Ugchelen en daarna naar 's-Heerenberg. In Assel vervulde hij zijn noviciaat en studeerde filosofie in Twello. Hij volgde de opleiding voor zijn kerkelijke loopbaan aan het internaat van de Salesianen van Don Bosco. In het vierde studiejaar gymnasium kreeg hij een klaplong, waardoor hij afzag van een loopbaan in het buitenland. Hij is les gaan geven als groepsleider in Leusden en op een internaat in Rotterdam. Daar leerde hij veel schipperskinderen kennen. In 1969 is hij opnieuw gaan studeren, de nieuwste vormen van theologie en filosofie en woonde in het klooster van de paters van het Heilig Hart. Op 26 december 1971 volgde zijn priesterwijding. Pater Cor van Bemmelen, die schippersaalmoezenier was, vroeg of hij zijn taak wilde overnemen.
Zijn inspiratie vindt Bernhard bij de 19e-eeuwse priester-opvoeder Don Bosco, die de modernste middelen van zijn tijd inzette, drukpers, telegraaf en fotografie. Van Welzenes organiseerde in 1995 met Piet Nefkens, Jan Joanknecht en Elbert Vissers een speciale informatieavond op het Nijmeegse Schipperscentrum, waaruit de jaarlijkse Telematicadag is voortgekomen. Traditioneel tussen kerst en oud & nieuw. Vanaf zes jaar later georganiseerd door Bureau Telematica Binnenvaart (BTB) met medewerking van Rijkswaterstaat. Een ontmoetingsdag over de nieuwe mogelijkheden die ICT de binnenvaart te bieden heeft, met name om schippers te verlossen uit hun isolement. E-mail, internet en tal van andere zinvolle toepassingen verbinden de ‘varende eilanden’ in de binnenvaart inmiddels direct met de rest van de samenleving. Vanuit zijn pastorale werk, geconfronteerd met verdrinkingen en vermissingen, zet hij zich ook in voor de ontwikkeling van een voorziening om vermiste drenkelingen onder water op te sporen.
Een door Van Welzenes gehouden mis op de Tilburgse Kermis vinden door wet en regels geplaagde kermismensen zo boeiend dat er altijd stoelen te kort zijn.
Daarnaast heeft hij veelvuldig overleg in het kader van het Landelijk Overleg voor Varenden, de Open Scheepvaartdagen, Stichting Actieve Watersporters, functionarissenoverleg werkgroep water gebodenbelangen, Nijmegen, huisvesting en onderwijs schippers- en kermiskinderen en schippersverenigingen enz. Met zijn medewer(st)ers geeft hij Christoffel Nieuws uit, het digitale KSCC familieblad voor alle schippers. Hij organiseerde een wekelijkse pastoraal sociale radiorubriek bij de KRO op de middengolf: Scheepspraet, die vanaf 2006 als podcast werd uitgezonden. Er is een eigen KSCC-koor.

## Functies
- Directeur KSCC ( Katholiek maatschappelijk werk voor de binnenvaart in Nederland) aan boord van de Jos Vranken
- Voorzitter bestuur van de landelijke parochie kermis, circus en binnenvaart
- Landelijk aalmoezenier voor schippers, kermis en circusbevolking
- Secretaris generaal FORUM, de mondiale organisatie voor pastores die werken vanuit de Christelijke kerk voor de kermis en circus gemeenschap: Orthodoxe, Protestant Anglicaans en Katholiek kerk.
- Voorzitter van het RK schipperspastoraat in Europa
- Beschermheer Maas Binnenvaartmuseum
- Voorzitter Werkgroep binnenvaartbelangen Nijmegen
- Voorzitter MSV schippersvereniging St. Nicolaas
- Commissaris Sociëteit De Wandelgang

Hij zit in diverse overlegverbanden, internationale, nationale en regionale organisaties en werkgroepen. Centraal uitgangspunt: promotie van de binnenvaart.
- European Network Travel Education, de Europese organisatie voor onderwijs in Europa
- Erasmus+ project
- ECA
- ESU
- Federation Mondial du Cirque
- ARGE
- Koninklijke BLN-Schuttevaer
- Lions Club
- Stedelijk Netwerk Nijmegen

## Onderscheidingen
- Ridder in de Orde van Oranje-Nassau (1997)
- Door de Nationale Bond van Kermisbedrijfhouders werd hij uitgeroepen tot Kermispersoonlijkheid van 2006.[8]
- Voor het bevorderen van de communicatie van de schippers met de rest van de samenleving ontving Van Welzenes in 2015 de Telematica Award.[9]
- Op de wereldcircusdag in april 2018 ontving Van Welzenes bij Circus Freiwald de Gouden Chapiteausleutel voor zijn inzet voor het circus in Nederland en de rol die hij speelt bij het verbinden van deze sector.
- 26 mei 2025 heeft de Christelijke Bond van Ondernemers in de Binnenvaart (CBOB) aan hoofdaalmoezenier Van Welzenes de Wisseltrofee 2025 toegekend. Als erkenning voor zijn ‘onvermoeibare belangenbehartiging’ en zijn bijdrage aan een positief imago van de binnenvaart.[10]